# Перетворювач SEPIC

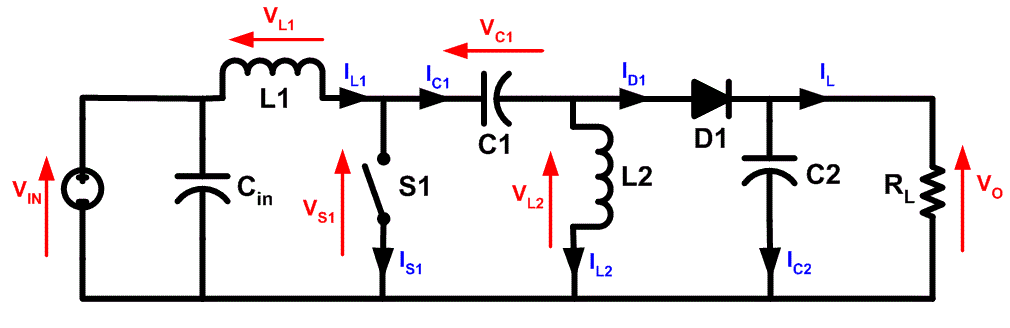
Рис.1 Схема SEPIC перетворювача

SEPIC (англ. Single Ended Primary Inductance Converter) — один з видів DC-DC перетворювачів, який може як підвищувати вхідну напругу так і понижати її. Регулювання вихідної напруги відбувається шляхом зміни коефіцієнта заповнення імпульсів транзистора, який виконує роль силового ключа.

## Принцип роботи
Однією з особливостей цього перетворювача є присутність у схемі двох котушок індуктивності L1 та L2, які можуть бути намотаними на одному осерді, оскільки до них протягом циклу перемикання прикладена одна і та ж сама напруга. Конденсатор С1 ізолює вхід схеми від виходу та забезпечує захист від короткого замикання.
На рисунку 2 наведено схему для випадку, коли силовий ключ S1 замкнений.

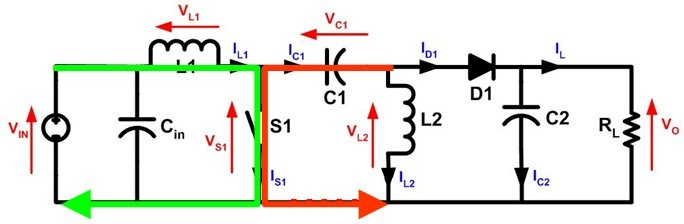
Рис.2 Схема з замкненим ключем S1

Коли ключ замкнений, вхідна індуктивність L1 заряджається від джерела напруги Vin, а  індуктивність L2 заряджається від конденсатора С1. Вихідний конденсатор С2 розряджається і забезпечує протікання струму навантаження. В цей час енергія від джерела живлення в навантаження не поступає. Той факт, що обидві котушки індуктивності L1 і L2 при замкненому ключі відключені від навантаження, ускладнює регулювальні характеристики.
Коли ключ відкритий, індуктивність L1 заряджає конденсатор С1, а також підтримує струм у навантаженні (рис. 3). Індуктивність L2 в цей час також підключена до навантаження.

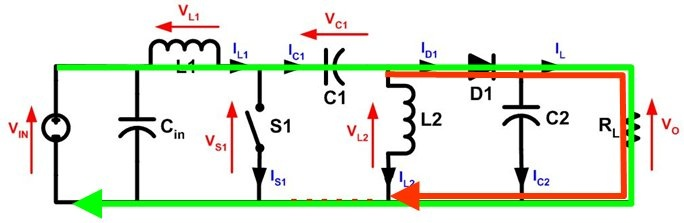
Рис.3 Схема з відкритим ключем S1

При замиканні ключа S1 у вихідному конденсаторі виникає імпульс струму. Він викликає специфічну заваду, через яку SEPIC створює шум більший, ніж в перетворювачі з підвищенням напруги, але у вхідному струмі, при цьому, пульсації відсутні, що дає важливу перевагу при роботі від батареї. 

## Застосування
Здатність SEPIC перетворювачів як підвищувати, так і знижувати вхідну напругу, визначає сферу їх застосування, а саме в приладах з живленням від батареї, де залежно від заряду батареї потрібно то підвищувати, то понижувати вхідну напругу, в автомобілях для отримання потрібної напруги від джерела живлення в 12 В, як додатковий блок, що під’єднується до виходу блока живлення комп’ютера або ноутбука і без додаткового перероблення схеми блоку живлення дає змогу отримувати на виході потрібні напруги. 